# کنان کودرو
کنان کودرو (انگلیسی: Kenan Kodro؛ زادهٔ ۱۹ اوت ۱۹۹۳) بازیکن فوتبال اهل بوسنی است که در پست مهاجم برای قهرمانی ملی باشگاه فوتبال پیروزی و تیم ملی فوتبال بوسنی و هرزگوین بازی می‌کند.